# کال (لهستان)
کال (به لهستانی:  Kal) یک روستا در لهستان است که در گمینا ونگوژوو واقع شده‌است.
 کال  ۱۵۰ نفر جمعیت دارد و ۱۵۰ متر بالاتر از سطح دریا واقع شده‌است.